# Марискала
Марискала (исп. Mariscala) — небольшой город в восточной части департамента Лавальеха, на юго-востоке Уругвая.

## География
Расположен примерно в 60 км к северо-востоку от административного центра департамента, города Минас.

## История
Получил статус малого города (Villa) 27 июня 1988 года согласно постановлению № 15.960.

## Население
По данным на 2011 год население Марискала составляет 1626 человек.
| Год  | Население |
| ---- | --------- |
| 1908 | 2464      |
| 1963 | 1440      |
| 1975 | 1395      |
| 1985 | 1415      |
| 1996 | 1507      |
| 2004 | 1624      |
| 2011 | 1626      |

Источник: Instituto Nacional de Estadística de Uruguay